# Селифонов, Александр Александрович
Александр Александрович Селифо́нов (род. 23 марта 1953, Москва) — советский биатлонист, советский и российский тренер по биатлону. чемпион СССР (1975). Заслуженный тренер России, мастер спорта международного класса. Выступал на лыжных и биатлонных соревнованиях мирового уровня.

## Биография
В качестве спортсмена выступал за спортивное общество «Динамо» и город Москву. В 1975 году стал победителем чемпионата СССР в индивидуальной гонке.
По окончании спортивной карьеры стал тренером.
- 2007—2010 — старший тренер женской сборной России по биатлону[1].
- 2010—2013 — тренер по стрелковой подготовке женской юниорской сборной России[2].
- 2013 — старший тренер женской сборной России по биатлону[3].
- Впоследствии (~2015-н.в.) — старший тренер мужской и женской резервных сборных России.

## Награды
- Заслуженный работник физической культуры Российской Федерации (21 октября 2010 года) — за успешную подготовку спортсменов, добившихся высоких спортивных достижений на XXI Олимпийских зимних играх 2010 года в городе Ванкувере (Канада)[4]